# Roger Vicot
Pour les articles homonymes, voir Vicot.
Roger Vicot, né le 1er juin 1963 à Denain (Nord), est un homme politique français.
Membre du Parti socialiste, il est député de la onzième circonscription du Nord depuis 2022.

## Biographie

### Parcours politique

#### Mandats locaux
Il a été adjoint au maire de Lille et premier adjoint au maire de Lomme de 2001 à 2012, conseiller général du Nord (canton de Lomme) de 2008 à 2011, vice-président du Conseil général du Nord de 2011 à 2015, conseiller départemental du Nord pour le canton de Lille-6 jusqu'en 2022 et maire de Lomme de 2012 à 2022. Il est toujours à ce jour conseiller municipal de Lille et Lomme.
Au niveau de la Métropole Européenne de Lille (MEL), il est engagé en tant que conseiller de Lille Métropole Communauté Urbaine (LMCU) depuis 2001, vice-président de la Métropole Européenne de Lille délégué à la Sécurité et Prévention de la délinquance, police des transports et de l'environnement, délégué au Conseil métropolitain de sécurité et de prévention de la délinquance (CMSPD), au Collectif des villes sur la sécurité urbaine (COVISUR) entre 2020 et 2022, ainsi que conseiller métropolitain (depuis 2001) et président du Groupe Métropole Durable et Solidaire (de 2020 à 2022).
Conformément à la loi du 14 février 2014 qui interdit le cumul des mandats exécutifs et locaux, Roger Vicot démissionne de ses fonctions locales exécutives lors de son élection à la députation en juin 2022.

#### Mandats nationaux
Candidat à la députation dans la Onzième circonscription du Nord, il remporte l’élection en juin 2022 avec 56,27% des suffrages, face au député sortant Laurent Pietraszewski (Renaissance).
Depuis 2014, Roger Vicot est président du Forum français pour la sécurité urbaine (FFSU), une structure qui regroupe près de cent cinquante collectivités territoriales représentatives de la diversité des territoires de France. Il est également membre du bureau du Forum européen pour la sécurité urbaine (FESU).
Il est réélu dans sa circonscription en 2024.

### Autres fonctions
Roger Vicot a été président du Forum Français pour la Sécurité Urbaine (FFSU) de 2014 à 2022, et membre du bureau du Forum européen pour la sécurité urbaine (FESU) - depuis juin 2014. Il siège toujours au Comité exécutif. 

## Décorations
- Chevalier de la Légion d'honneur (décret du 31 décembre 2015)[8].

## Ouvrages
- Poing à la ligne, La Voix du Nord (1941-1944), L’Harmattan, 1993[9]
- La nation républicaine pour l’Europe des citoyens, avec Yves Durand, L’Harmattan, 1999[10]
- Pour une sécurité de la gauche, Une sécurité républicaine contre la République sécuritaire, L’Harmattan, 2006[11]
- Sécurité : vraies questions et faux débats, L’Harmattan, 2013[12]